# Giovanni Galizia
C. Giovanni Galizia (* 10. April 1963 in Rom) ist Direktor des Zukunftskollegs, einer interdisziplinären Einrichtung an der Universität Konstanz zur Förderung des wissenschaftlichen Nachwuchses aus den Geistes-, Natur- und Sozialwissenschaften, sowie Professor für Neurowissenschaften und Zoologie am Fachbereich Biologie der Universität Konstanz. Seit 2022 ist er Permanent Fellow am Wissenschaftskolleg zu Berlin.

## Leben
Giovanni Galizia war associate Professor für Entomologie und Entomologe an der University of California, Riverside, USA, und unabhängiger Forschungsgruppenleiter an der Freien Universität Berlin, Deutschland, gefördert von der Volkswagenstiftung.
Von 2000 bis 2005 war er (Gründungs-)Mitglied der Jungen Akademie, initiiert von der Berlin-Brandenburgischen Akademie der Wissenschaften in Berlin, Deutschland, und der Akademie Leopoldina in Halle, Deutschland. Er veröffentlichte mehrere Bücher, darunter das Lehrbuch Neurowissenschaften im Springer Verlag, organisierte internationale Symposien und war bzw. ist im editorial board verschiedener Fachzeitschriften, darunter das European Journal of Neuroscience und das Journal of Comparative Physiology A.

## Wirken
Galizia erforscht, wie Gerüche im Insektengehirn kodiert werden, wobei er verschiedene Arten (hauptsächlich Honigbienen und Fruchtfliegen) und verschiedene Techniken (hauptsächlich optische Bildgebung und Verhalten) einsetzt. Er untersucht, wie einzelne Geruchsrezeptoren auf eine große Anzahl von Chemikalien reagieren, d. h. ihren molekularen Reaktionsbereich zu verstehen, oder anders gesagt, auf welche Geruchsstoffe sie abgestimmt sind. Danach verfolgt er die neuronalen Schaltkreise bis ins Gehirn und erstellt Computermodelle der Gehirnschaltkreise. Ziel dieser Experimente ist ein besseres Verständnis darüber, wie neuronale Netze im Gehirn einem sensorischen Reiz Informationen zuordnen, was wiederum ein besseres Verständnis ermöglicht, wie Gehirne eine Repräsentation der Welt erstellen, eine Voraussetzung für höherwertige Gehirnfunktionen wie Intelligenz, Empfindungsvermögen und Bewusstsein.

## Curriculum vitae
Galizia wurde in Rom (Italien) geboren und besuchte dort auch verschiedene Schulen.  Nach seinem Studium der Biologie an der Freien Universität Berlin (Deutschland) in den Jahren 1986 bis 1989 promovierte er in Zoologie an der Universität Cambridge (UK, 1990-1993). Danach arbeitete er zwei Jahre lang als Postdoc am Max-Planck-Institut für Entwicklungsbiologie (bei Chr. Müller) in Tübingen (Deutschland) sowie von 1995 bis 2002 als Postdoc an der Freien Universität in Berlin (bei Randolf Menzel).
In den Jahren 1999 bis 2005 war er Forschungsgruppenleiter (Nachwuchsgruppe Volkswagenstiftung) an der Freien Universität Berlin. In diese Zeit fielen auch seine Habilitation (Zoologie) an der FU Berlin im Jahr 2002 sowie sein Wirken als Associate Professor für Entomologie und Entomologe am Department of Entomology, University of California, Riverside (USA) von 2003 bis 2005.
Seit 2005 arbeitet Galizia als Professor für Zoologie und Neurobiologie an der Universität Konstanz, wo er seit 2009 auch als Direktor des Zukunftskollegs tätig ist. In den Jahren 2009 bis 2017 war er zusätzlich Koordinator des von der DFG geförderten Schwerpunktprogramms „Integrative Analysis of Olfaction“.
Weitere Tätigkeiten Galizias waren bzw. sind das Wirken als Gastwissenschaftler an der Università Tor Vergata in Rom (Abteilung für Elektronik,  Oktober 2012–September 2013) sowie seit 2022 als Permanent Fellow am Wissenschaftskolleg Berlin.

## Ehrungen, Auszeichnungen und Mitgliedschaften
- seit 1992: Fellow der Cambridge Philosophical Society
- 2000–2005: Gründungsmitglied von „Die Junge Akademie“, wo er im Vorstand, in der Gruppe „Wissenschaftspolitik“ und insbesondere in der Gruppe „Heureka – Evidenzkriterien in der Wissenschaft“ tätig war
- 2005: Wahl zum Mentor des Jahres im „Honors Program“ der University of California, Riverside
- 2007: Gastprofessor an der Università di Cagliari, Italien
- seit 2009: Vertrauensdozent der DFG an der Universität Konstanz
- seit 2009: Ausländisches Mitglied von „The Royal Norwegian Society of Sciences and Letter“, Norwegen
- seit 2019: Beratergremium des „Hegau Bodensee Seminar“, Konstanz
- 2020–2021: Mentor des Themenschwerpunkts „Mutationen“ an der Akademie Schloss Solitude, Stuttgart
- seit 2020: Mitglied im Kuratorium der „Manfred Ulmer Stiftung“, Konstanz
- seit 2021: Ernennung in das Kuratorium der Akademie Schloss Solitude, Stuttgart
- seit 2021: Gewähltes Mitglied des Vorstands von UBIAS (University based Institutes for Advanced Study)
- seit 2022: Mitglied des wissenschaftlichen Beirats des Institute for Advanced Studies der Université de Luxembourg
- 2022–2027: Permanent Fellow am Wissenschaftskolleg Berlin

Mitgliedschaften: Society for Neuroscience (SFN), Neurowissenschaftliche Gesellschaft (NWG), Deutsche Zoologische Gesellschaft (DZG), European Chemoreception Research Organization (ECRO), Deutscher Hochschulverband, Bund für Umwelt und Naturschutz (BUND), Verein der Ehemaligen der Universität Konstanz (VEUK). Unterstützung von Amnesty International.
Redaktionelle Tätigkeiten: European Journal of Neuroscience, Journal of Comparative Physiology A, Neuroforum, Frontiers in Neuroscience.

## Publikationen, Vorträge
- Olfactory coding in insects – AG Galizia – Universität Konstanz